# Kim Caraher
Kim Caraher fue una escritora nacida en Belfast, Irlanda del Norte  y nacionalizada australiana, especializada en literatura infantil. 

## Carrera
A los siete años de edad, Caraher se trasladó a África, viviendo en tres países en ese continente antes de mudarse de forma definitiva a Australia. En 1998 ganó el premio Children's Book Council por el libro infantil The Cockroach Cup, el cual fue nominado en el año 2000 para el premio West Australian Young Readers. Su libro Zip Zap ganó el premio Aurealis por mejor ficción corta infantil en 2002.
Caraher falleció en 19 de mayo de 2007 luego de una larga batalla contra el cáncer.

## Obra

### Libros
- There's a Bat on the Balcony, ilustró Mark Sofilas, editor Nelson Australia, 16 p. ISBN 017008017X,  ISBN 978-0383036605 (1994)
- My Teacher Turns Into a Tyrannosaurus, ilustró Robert Dickins, edición ilustrada de Longman Australia, 64 p. ISBN 0582804965, ISBN 9780582804968 (1996)
- Up A Gum Tree, ilustró Mark Wilson, edición ilustrada, de Longman Australia, 64 p. ISBN 0582811309, ISBN 9780582811300 (1997)
- Yucky Poo, editor Macmillan Education Australia, 28 p. ISBN 0732952840, ISBN 9780732952846 (1998)
- The Cockroach Cup. Kerry White collection of Australian children's books. Con Smith Caraher, ilustró Craig Smith, edición ilustrada, de Random House Australia, 72 p. ISBN 0091831520, ISBN 9780091831523 (1998)
- Goanna Anna, editor Addison Wesley Longman, 47 p. ISBN 0733909019, ISBN 9780733909016 (1999)
- Kakadu Nightmare, edición ilustrada, de Pearson Education Australia, 45 p. ISBN 0733923720, ISBN 9780733923722 (2001)
- Zip Zap, ilustró Geoff Kelly, edición ilustrada, de Random House Australia, 62 p. ISBN 1740517040, ISBN 9781740517041 (2001)
- Clinging To The Edge, con Meredith Costain, editor Pearson Education Australia, 48 p. ISBN 0123602319, ISBN 9780123602312 (2003)
- Mark Of The Beast, ISBN 0123507960 ISBN 978-0123507969 (2004)